# Agapetus jocassee
Agapetus jocassee là một loài Trichoptera trong họ Glossosomatidae. Chúng phân bố ở miền Tân bắc.